# Joseph Franz Kaiser

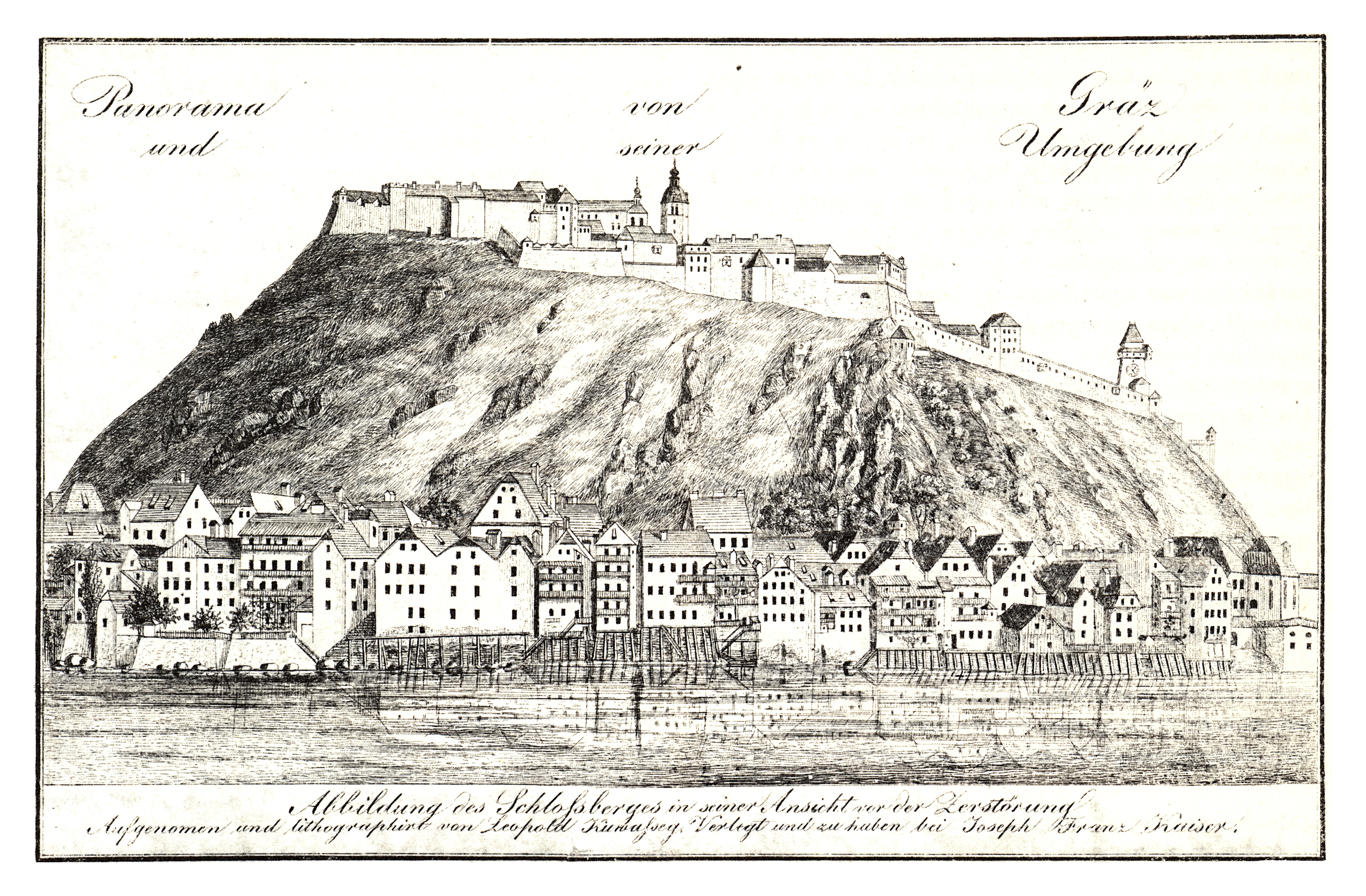
Panorama von Graz, Leopold Kuwasseg, aus der Werkstatt von J.F.Kaiser

Joseph Franz Kaiser (* 11. März 1786 in Graz; † 19. September 1859 ebenda) war ein österreichischer Buchbinder, Lithograf, Verleger und Offizier.

## Leben
Joseph Franz kam als erster Sohn des Grazer Bürgers und Buchbinders Johann Michael Kaiser und seiner Ehefrau Johanna, geborene Bruggmayer, auf die Welt. Nach der Schule folgte Joseph Franz beruflich seinem Vater und erlernte ebenfalls das Buchbinderhandwerk. Anschließend begab er sich sicherlich auch auf die übliche Gesellenwanderschaft, sammelte berufliche Erfahrungen und kam mit den ersten lithografischen Erzeugnissen in Berührung.
Im Jahre 1806 wird er als Mitglied der bürgerlichen Reiterei der Grazer Bürgermiliz erwähnt, und als sich im Jahre 1808 die Landwehr entwickelte, stieg er als fähiger Soldat in den Führungskreis auf. Bereits am 29. März 1809 wird er zum Fähnrich befördert. Als Angehöriger des 2. Grazer Landwehr-Bataillons und Kommandant der 6. Kompanie nahm Kaiser am 14. Juni 1809 unter dem Oberkommando des Erzherzogs Johann von Österreich an der Schlacht bei Raab teil. 
Am 29. März des Jahres 1810 konnte Kaiser die für den Stadtbereich Graz vorgeschriebene Buchbindergerechtsame erwerben und gründete anschließend unweit des Murtores einen eigenen Buchbindereibetrieb. In Anbetracht seiner Leistungen bei der Kavallerie des Grazer Bürgerkorps und als ehrgeiziger Handwerker wurde er am 12. Juli 1814 in die Grazer Bürgerschaft aufgenommen. Am 27. Oktober desselben Jahres heiratete er die 22-jährige Maria Anna Ehmeyer in der Grazer Andrä-Kirche. Aus dieser Ehe gingen sechs Kinder hervor, darunter die beiden bekannten Landschaftsmaler und Lithografen Alexander und Eduard Kaiser.

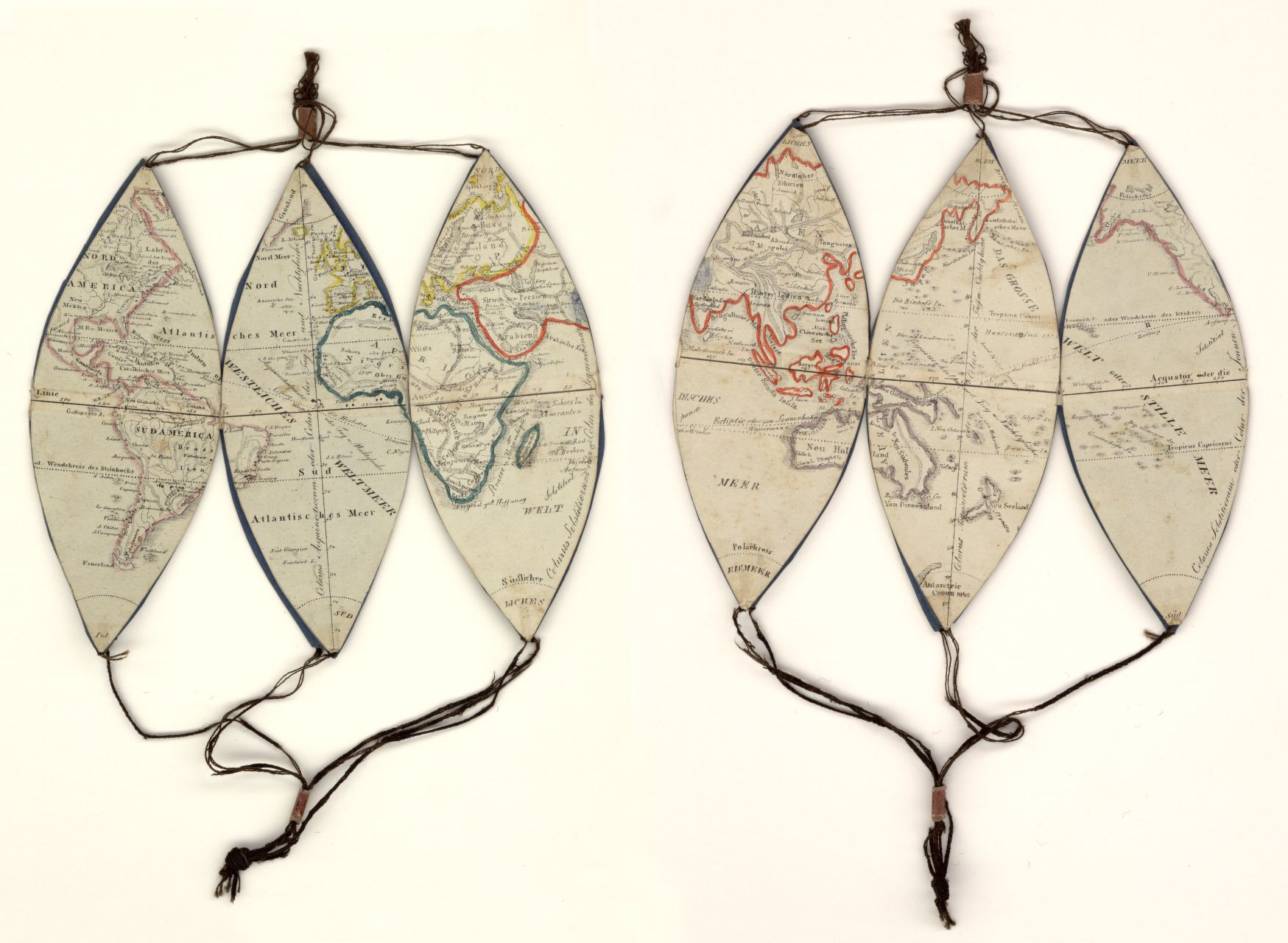
Kaisers Mechanischer Welt-Globus 1840

Kaiser war als Geschäftsmann sehr ideenreich. Schon bald versuchte er durch den Verkauf von Schreibwaren, Papier und verschiedenen Druckwerken die Einkünfte zu steigern und seinen Betrieb auszubauen. Bereits im Jahr 1814 wird er deshalb beschuldigt, durch die Herausgabe von Kalendern und das Anbieten von Landkarten seine Handelsbefugnisse überschritten zu haben.

## Werke (Auswahl)
- Alte Kaiser-Suite, Lithographirte Ansichten der Steyermärkischen Staedte, Maerkte und Schloesser, Graz 1825